# Тоня (Великопольське воєводство)
Тоня (пол. Tonia) — село в Польщі, у гміні Дорухув Остшешовського повіту Великопольського воєводства.